# Alicja Kryczało
Alicja Kryczało (25 de mayo de 1981) es una deportista polaca que compitió en esgrima, especialista en la modalidad de florete.
Ganó una medalla de plata en el Campeonato Mundial de Esgrima de 1999 y una medalla de bronce en el Campeonato Europeo de Esgrima de 2000, ambas en la prueba por equipos.

## Palmarés internacional
| Campeonato Mundial | Campeonato Mundial   | Campeonato Mundial | Campeonato Mundial  |
| Año                | Lugar                | Medalla            | Prueba              |
| ------------------ | -------------------- | ------------------ | ------------------- |
| 1999               | Seúl (Corea del Sur) | Medalla de plata   | Florete por equipos |
| Campeonato Europeo |                      |                    |                     |
| Año                | Lugar                | Medalla            | Prueba              |
| 2000               | Funchal (Portugal)   | Medalla de bronce  | Florete por equipos |